# Rescissió
La rescissió  és un fet jurídic pel qual es deixa sense efecte, mitjançant declaració judicial, un negoci, contracte o acte jurídic. També coneguda com l'acció de nul·litat dels contractes o negocis jurídics, i en dret notarial, com acció proforma.
S'entén principalment pel que fa als contractes, negocis o actes jurídics que estan subjectes a anul·labilitat, que en alguns casos, només li és permès intentar a la persona en favor de la qual s'ha establert, si no és la que reporta un profit o enriquiment.
Existeixen tres classes de rescissió:
Voluntària: ha d'estar pendent de compliment i fer-se per mutu consentiment de les parts.
Judicial: per lesió patrimonial o perjudici patit, que portarà una conseqüència emesa en sentència per òrgan judicial. Perquè sigui procedent, la rescissió necessàriament ha de ser declarada per un òrgan jurisdiccional, que coneixerà i decidirà a petició de l'interessat.
Fortuïta: passa a conseqüència de circumstàncies alienes a la voluntat de l'obligat per circumstàncies forçoses en les quals el compliment de l'obligació es torna impossible (mort d'un dels socis, mort dels mandataris, i en el cas que els hereus no vulguin mantenir l'obligació, renúncia per causa justa). En aquest cas, però, tampoc pot parlar pròpiament de rescissió, ja que el mateix no implica necessàriament la nul·litat del contracte, sinó l'extinció de l'obligació.